# Satyr Temminckův
Satyr Temminckův (Tragopan temminckii) je přibližně 64 cm velký, zavalitý hrabavý pták z čeledi bažantovitých. Samci jsou oranžovo-červení s bílým skvrněním, částečně hnědými křídly, tmavým zobákem a růžovými končetinami. Neopeřenou kůži na lících mají, stejně jako roztažitelný lalok s červenou kresbou, tmavě modrou. Samice jsou jednotvárně hnědé, taktéž bíle skvrnité. Žije jednotlivě nebo v párech. Živí se především bobulemi a zelenými částmi rostlin. Vyskytuje se v hustých lesích jižní Asie na území Číny, Indie, Myanmaru a Vietnamu. Hnízdí na stromech, v jedné snůšce pak mívá 3–5 vajec. Ačkoli není v současné době nijak ohroženým druhem, největší hrozbu pro něj představuje odlesňování, díky kterému přichází o svůj přirozený biotop.

## Chov v zoo
Satyr Temminckův je chován ve více než 130 evropských zoo. V rámci Česka se jedná o čtyři zoo v rámci Unie českých a slovenských zoologických zahrad:
- Zoo Hluboká
- Zoo Hodonín
- Zoo Ostrava
- Zoo Praha

### Chov v Zoo Praha

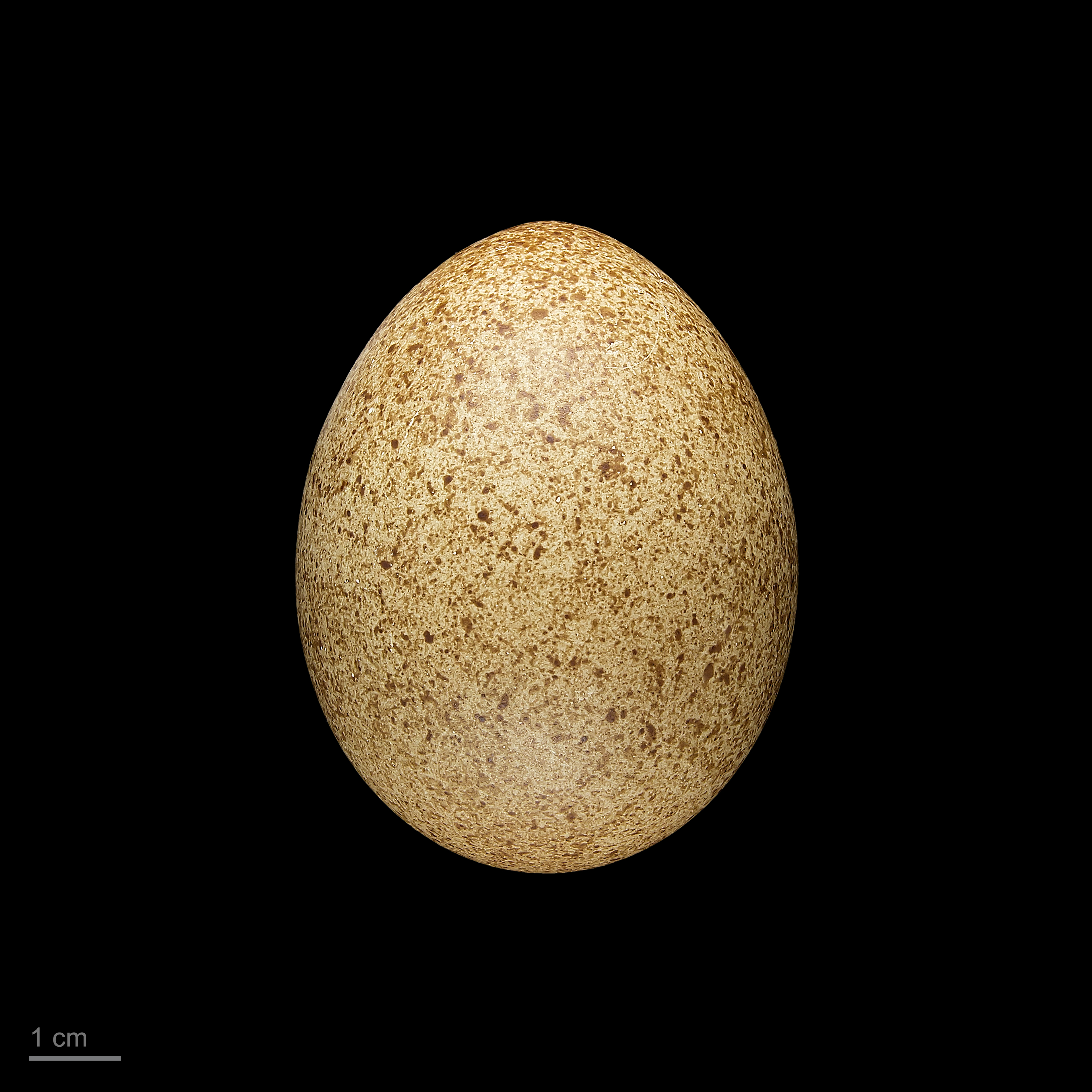
Tragopan temminckii

V Zoo Praha se tento druh objevil poprvé v letech 1956 až 1961. Poté se objevil v 80. letech 20. století. Další etapa chovu byla započata v roce 2004. Ke konci let 2017 i 2018 byl chován samec a dvě samice. Satyr Temminckův byl do roku 2024 k vidění v pavilonu Sečuán, který představuje ptáky podhůří Himálaje a nachází se v dolní části zoo u dolní stanice lanovky.

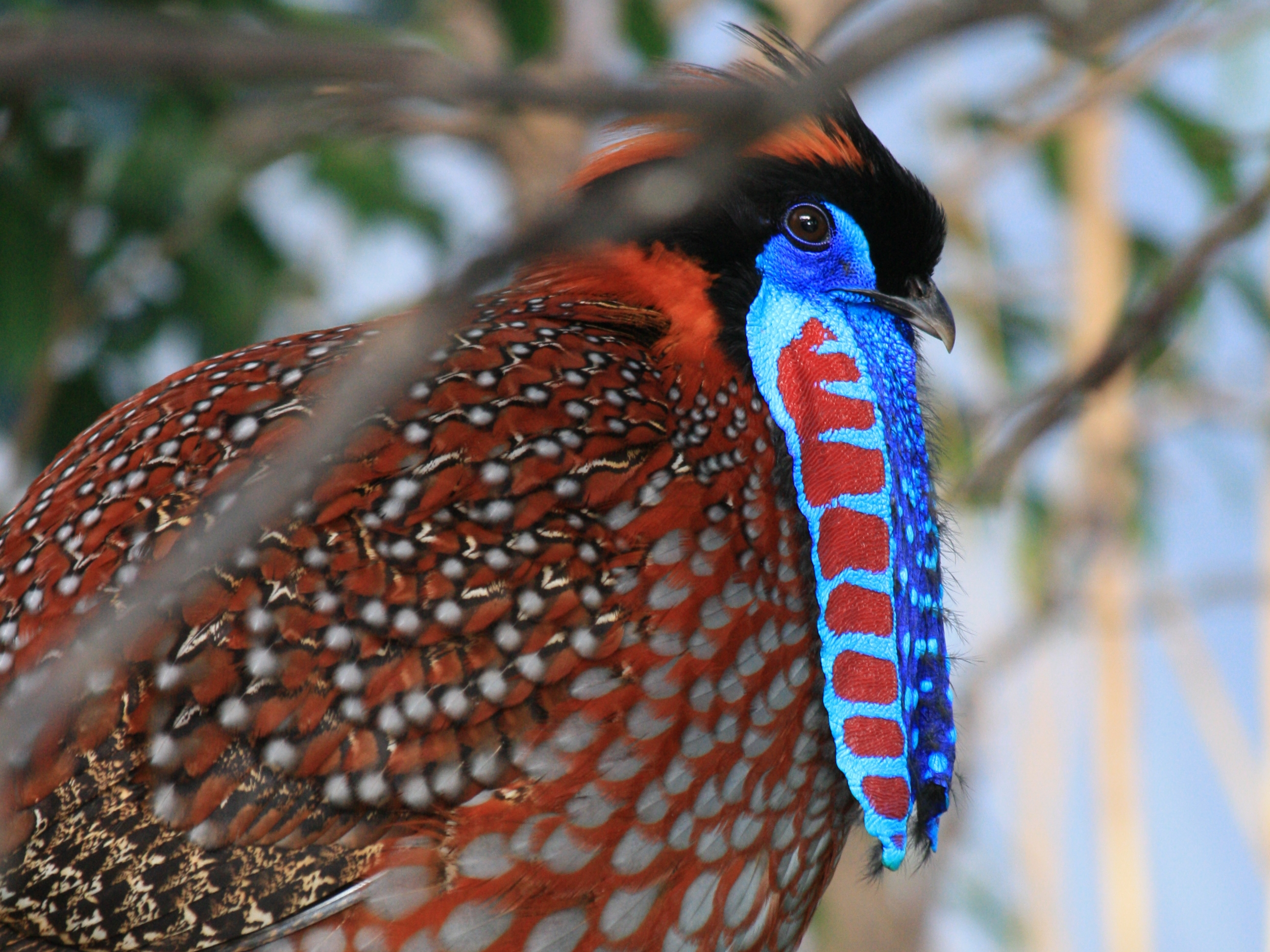
Samec s roztaženým lalokem, jehož předvádění je součástí námluv (Zoo Praha)